# The Games Machine (olasz)
A The Games Machine (TGM-ként is ismert) egy olasz videojátékokkal foglalkozó magazin. Az újságban számítógépes játékok előzetesei, tesztjei és csaló kódjai találhatóak.

## Története
1988 szeptemberében alapította a miláni székhelyű Xenia Edizioni, mint a brit The Games Machine magazin olasz nyelvű kiadása. Az olasz nyelvű kiadást még a brit kiadás megszűnése után is publikálták. A The Games Machine Olaszország egyik legnépszerűbb videojátékokkal foglalkozó újsága.
2005 novemberében a magazin tulajdonosa eladta a lapot a Future Media Italy-nak; a Future Publishing egyik leányvállalatának, majd 2007 januárjában felvásárolta a Sprea Media Italy kiadó vállalat.

## Külső hivatkozások
- A The Games Machine weboldala (olaszul)
- A The Games Machine a Sprea Media Italy weboldalán (olaszul)